# روجر كريسب
روجر كريسب (بالإنجليزية: Roger Crisp)‏ هو فيلسوف بريطاني، ولد في 23 مارس 1961 في برنتوود ‏ في المملكة المتحدة.

## وصلات خارجية
- الموقع الرسمي